# Friedrich Ludwig Wurmb
Friedrich Ludwig Wurmb (ur. 1723, zm. 1800) – polityk saski, wolnomularz.
Tak jak większość ministrów, których powołał elektor-reformator Fryderyk Krystian Wettyn, Wurmb był pochodzenia mieszczańskiego.
Po zniszczeniach, jakie na Elektorat Saksonii sprowadziła wojna siedmioletnia (1756-1763) ministrowie Thomas von Fritsch, Christian Gotthelf Gutschmidt (1721-1798) i Friedrich Ludwig Wurmb odbudowali kraj i zreformowali jego struktury w duchu Oświecenia. Okres tej odbudowy zwie się w niemieckiej historiografii jako Rétablissement, tak bowiem nazywano go w XVIII wieku.
Komisja odbudowy zwana Restaurierungskommission działała od 30 kwietnia 1762 do 5 sierpnia 1763, wydała w sumie 34 dekrety.
Jego dziełem był "Grobowiec Leonidasa, poświęcony wszystkim patriotom saskim" (Das Grabmal des Leonidas : Allen chur-saechsischen Patrioten gewidmet), wydany w Dreźnie w 1798 roku.